# Vogtlandkreis
Vogtlandkreis – powiat w Niemczech, w kraju związkowym Saksonia. Siedzibą powiatu jest Plauen. Najbardziej na zachód i jednocześnie na południe położony powiat kraju związkowego. Do 29 lutego 2012 należał do okręgu administracyjnego Chemnitz.
W wyniku reformy administracyjnej 1 sierpnia 2008 do powiatu wcielono dotychczasowe miasto na prawach powiatu Plauen.

## Podział administracyjny
W skład powiatu wchodzi:
- 16 miast (Stadt)
- 21 gmin (Gemeinde)
- sześć wspólnot administracyjnych (Verwaltungsgemeinschaft)
- jeden związek gmin (Verwaltungsverband)

| Lp. | Nazwa miasta            | Ludność (31.12.2009) | Powierzchnia km² |
| --- | ----------------------- | -------------------- | ---------------- |
| 1   | Adorf/Vogtl.            | 5.411                | 42,80            |
| 2   | Auerbach/Vogtl.         | 20.220               | 55,38            |
| 3   | Bad Elster              | 3.843                | 19,72            |
| 4   | Elsterberg              | 4.726                | 25,07            |
| 5   | Falkenstein/Vogtl.      | 8.821                | 31,05            |
| 6   | Klingenthal             | 9.851                | 50,44            |
| 7   | Lengenfeld              | 7.667                | 47,16            |
| 8   | Markneukirchen          | 8.460                | 69,10            |
| 9   | Netzschkau              | 4.157                | 12,52            |
| 10  | Oelsnitz/Vogtl.         | 11.524               | 53,63            |
| 11  | Pausa-Mühltroff         | 5.451                | 64,27            |
| 12  | Plauen                  | 66.412               | 102,11           |
| 13  | Reichenbach im Vogtland | 23.307               | 34,46            |
| 14  | Rodewisch               | 7.065                | 26,89            |
| 15  | Schöneck/Vogtl.         | 3.485                | 54,91            |
| 16  | Treuen                  | 8.614                | 43,72            |

| Lp. | Nazwa gminy      | Ludność (31.12.2009) | Powierzchnia km² |
| --- | ---------------- | -------------------- | ---------------- |
| 1   | Bad Brambach     | 2.089                | 43,83            |
| 2   | Bergen           | 1.053                | 8,30             |
| 3   | Bösenbrunn       | 1.322                | 34,22            |
| 4   | Eichigt          | 1.321                | 32,64            |
| 5   | Ellefeld         | 2.854                | 4,55             |
| 6   | Grünbach         | 1.854                | 27,53            |
| 7   | Heinsdorfergrund | 2.237                | 21,96            |
| 8   | Limbach          | 1.546                | 14,16            |
| 9   | Mühlental        | 1.588                | 39,56            |
| 10  | Muldenhammer     | 3.542                | 56,10            |
| 11  | Neuensalz        | 2.360                | 33,45            |
| 12  | Neumark          | 3.159                | 17,35            |
| 13  | Neustadt/Vogtl.  | 1.094                | 12,99            |
| 14  | Pöhl             | 2.740                | 36,59            |
| 15  | Rosenbach/Vogtl. | 4.476                | 67,38            |
| 16  | Steinberg        | 2.943                | 20,42            |
| 17  | Theuma           | 1.120                | 9,82             |
| 18  | Tirpersdorf      | 1.424                | 19,45            |
| 19  | Triebel/Vogtl.   | 1.428                | 43,11            |
| 20  | Weischlitz       | 4.462                | 63,75            |
| 21  | Werda            | 1.616                | 13,58            |

Wspólnoty administracyjne:
| Lp. | Nazwa wspólnoty administracyjnej | Ludność (31.12.2009) | Powierzchnia km² | Liczba gmin |
| --- | -------------------------------- | -------------------- | ---------------- | ----------- |
| 1   | Falkenstein (Vogtland)           | 11.769               | 71,57            | 3           |
| 2   | Netzschkau-Limbach               | 5.703                | 26,68            | 2           |
| 3   | Oelsnitz                         | 15.595               | 163,60           | 4           |
| 4   | Reichenbach/Vogtl.               | 25.544               | 56,42            | 2           |
| 5   | Schöneck/Mühlental               | 5.073                | 94,47            | 2           |
| 6   | Treuen                           | 10.974               | 77,17            | 2           |

Związki gmin:
| Lp. | Nazwa związku gmin | Ludność (31.12.2009) | Powierzchnia km² | Liczba gmin |
| --- | ------------------ | -------------------- | ---------------- | ----------- |
| 1   | Jägerswald         | 5.213                | 51,15            | 4           |

## Zmiany administracyjne
- 1 stycznia 2013
  - połączenia Mühltroff z Pausa/Vogtl. w Pausa-Mühltroff
  - przyłączenie Zwoty do Klingenthalu
  - rozwiązanie wspólnoty administracyjnej Klingenthal
  - rozwiązanie wspólnoty administracyjnej Pausa
- 1 stycznia 2014
  - rozwiązanie wspólnoty administracyjnej Markneukirchen
- 1 stycznia 2016
  - przyłączenie Mylau do Reichenbach im Vogtland
- 1 stycznia 2017
  - rozwiązanie wspólnoty administracyjnej Weischlitz